# Radio Monaco
Ne doit pas être confondu avec RMC.
Radio Monaco - Made in Monte-Carlo est une station de radio musicale et d'information située à Monaco. Elle diffuse de l'information monégasque, des Alpes-Maritimes, du Var et internationale.

## Historique
La radio est créée par Gildo Pastor-Pallanca, consul général de Monaco à New York depuis 2015 et proche de la famille princière. La fréquence 95.4 est attribuée et diffuse depuis le Mont Agel permettant de couvrir une vaste zone de Bordighera (Italie) aux portes de Toulon. Une fréquence de confort, le 103.2, permet une bonne écoute dans la région de Grasse.
Radio Monaco diffuse une programmation "Pop et Colorée" à dominante électro. La radio a développé ses programmes éditoriaux et musicaux, sous la houlette de son premier directeur des programmes Christophe Laury, par ailleurs animateur de la matinale de 2009 et 2014. Depuis août 2020, Benjamin Ducongé est le directeur d'Antenne de Radio Monaco.

## Équipes

### Actuelles
- Benjamin Ducongé : Directeur d'Antenne / Animateur du Morning Made in Monte Carlo
- Éric Embriaco : Coordinateur d'antenne / Animateur de l'Afterwork
- Nathalie Michet : Journaliste
- Jean-Christophe Sanchez : Journaliste
- Giulia Testavede : Journaliste / Animatrice de Radio Monaco Feel Good
- Maxime Riou : Animateur[1]
- Wahib : Animateur
- Océane : Animatrice
- Mohamed Zaraa[2] : Chroniqueur
- Charly Nestor : Animateur

### Anciennes
- Fabrice Brouwers
- Benoît Clair

## Programmation
Son programme est essentiellement musical, alternatif varié et évolutif, couvrant tous les courants musicaux[passage promotionnel], pop, rock, électro, hip-hop, soul.
La station diffuse également des bulletins d'information concernant l'actualité en Principauté de Monaco, en France et dans le monde et met aussi l’accent sur la culture, les sciences humaines, l’environnement, le développement durable, ou encore le sport[passage promotionnel].
Le 13 mai 2017, Radio Monaco a couvert le deuxième Grand Prix électrique de Monaco, 7e étape de la saison mondiale.
Du 26 juin au 7 juillet 2017, Radio Monaco, qui fêtait ses dix ans, a organisé un concours et offert un repas gastronomique (en partenariat avec JustUnlimited) dans une nacelle au-dessus du Casino de Monte-Carlo. Alexandre Taylor et Camille Chappuis y ont présenté le Morning Made in Monte-Carlo le 13 juillet 2017.

## Slogans
- Music and News, de 2012 à 2017
- Made in Monte-Carlo, depuis le 4 septembre 2017

## Diffusion
Radio Monaco est une radio diffusée :
- en FM à Monaco et en région Provence-Alpes-Côte d'Azur ;
- en RNT à Paris et entre Antibes et Menton, en utilisant la technologie Digital Audio Broadcasting.

Une application mobile (Androïd et i Phone) est disponible.